# Форсберг, Петер
Пе́тер Ма́ттиас Фо́рсберг (швед. Peter Mattias Forsberg; род. 20 июля 1973, Эрншёльдсвик, Вестерноррланд) — шведский хоккеист, центральный нападающий. Двукратный олимпийский чемпион, двукратный чемпион мира и двукратный обладатель Кубка Стэнли в составе «Колорадо Эвеланш». Один из трёх хоккеистов за всю историю, кто сумел выиграть каждый из этих трёх турниров не менее 2 раз (кроме Форсберга — Вячеслав Фетисов и Игорь Ларионов).
Обладатель «Арт Росс Трофи» (лучшему бомбардиру) и «Харт Трофи» (самому ценному игроку регулярного чемпионата). Также в 1995 году получил «Колдер Трофи» (лучшему новичку). Пять раз участвовал в матче всех звёзд НХЛ.
6 февраля 2011 года объявил о возобновлении карьеры и подписании контракта с «Колорадо Эвеланш». Однако после двух проведённых матчей, 14 февраля 2011 года объявил об окончательном уходе из хоккея.

## Биография
Его 19-летняя профессиональная карьера включает тринадцать сезонов в Национальной хоккейной лиге, где он выиграл 2 Кубка Стэнли и множество индивидуальных наград, в том числе и наиболее престижный «Харт Трофи» в 2003 году. На международном уровне со сборной Швеции он одержал победы на двух чемпионатах мира и двух Олимпиадах. Он является членом «тройного золотого клуба» и единственным среди не россиян, выигрывавшим все эти трофеи дважды. По итогам сезона 2008/09 в НХЛ он стал четвёртым по результативности шведом в регулярных чемпионатах. Во время Олимпийских игр в Ванкувере в 2010 году Форсберг заявил прессе, что после окончания сезона в «Модо» он завершит свою спортивную карьеру. «Мне 36, и я не хочу более залечивать раны» — сказал Петер. Он также отметил, что если бы знал в 2003 году, что его последующая карьера будет протекать подобным образом, то он немедленно бы завершил карьеру. Хронические травмы голени и лодыжки, усугублённые осложнениями, мешали игре Форсберга, начиная с сезона 1995/96. Бывшие одноклубники рассказывают, что ежемесячно Петер пробовал около 60-70 пар коньков и время от времени его ноги опухали настолько, что он не мог обуть их. Последняя попытка вернуться в НХЛ окончилась неудачей и после двух игр в составе «Эвеланш» в сезоне 2010/11 Форсберг завершил спортивную карьеру. По словам самого Форсберга, за всю карьеру он перенёс 25 операций.

## Детство и личная информация
Петер Форсберг является сыном Кента Форсберга, бывшего тренера сборной Швеции и клуба «Модо». Его отец тренировал его в важнейшие этапы становления карьеры: они были вместе в «Модо» в 1991—1994 годах, в сборной Швеции на Кубке мира 1996 года, на Олимпийских играх в Нагано 1998 года и на победном для скандинавов чемпионате мира 1998 года. Они также владеют инвестиционной компанией «Forspro Company». Она софинансировала строительство Swedbank Arena — арены клуба «Модо» в городе Эрншёльдсвик.
Независимо от своего отца Петер Форсберг также владеет компанией «Pforce AB», которая импортирует и продаёт крокодиловые туфли на территории Швеции с 2005 года. Кроме того, его увлечением являются скачки, и он владеет несколькими лошадьми, включая двух довольно известных на национальном уровне. Он также инвестировал деньги в строительство гольф-центра Veckefjärdens Golf Club в Эрншёльдсвике.
Вместе со своим другом и партнёром по сборной Швеции Маркусом Нэслундом он основал организацию Icebreakers, которая занимается проведением хоккейных матчей с участием ветеранов для сбора денежных средств на благотворительные цели.
Кумиром Форсберга в детстве являлся знаменитый шведский нападающий клуба «Калгари Флэймз» Хокан Лооб. Также Петер является поклонником футбольного клуба английской Премьер-лиги «Тоттенхэм Хотспур».

## Игровая карьера

### 1989—1994
Дебют Форсберга в юниорском составе клуба «Модо» состоялся в 1989 году. По ходу этого сезона он сумел дебютировать и в основной команде, выступавшей в шведской Элитной серии. В этой единственной игре Петеру удалось сделать голевую передачу. В следующем сезоне 1990/91 он заработал 102 очка за результативность в 39 играх за молодёжный состав и 17 очков в 23 играх за основу «МОДО».
В июне 1991 года Форсберг был выбран на драфте НХЛ под общим шестым номером командой «Филадельфия Флайерс». Такой высокий номер драфта на тот момент казался удивительным для Петера. The Hockey News ставили Форсберга в лучшем случае на 25 место в оценках предстоящего драфта, описывая эту ситуацию так: «Крепкий хоккеист второго раунда, при определённых раскладах способный попасть и в первый». Выбор был раскритикован различными СМИ Филадельфии, призывая генерального менеджера «Лётчиков» Русса Фарвелла и начальника европейской скаутской службы команды к ответу с целью доказать правильность принятого решения.
Всё внимание на драфте того года было приковано к Эрику Линдросу. Он отказался подписывать контракт с командой «Квебек Нордикс», выбравшей его под первым номером, и около года ждал решения сложившейся ситуации.
30 июня 1992 года Форсберг был включён вместе с ещё четырьмя игроками, 15 миллионами долларов и двумя выборами в первом раунде драфта последующих лет в сделку по обмену Эрика Линдроса. Казалось, этот трансфер должен был стать величайшим в истории для Филадельфии, но в итоге обмен заложил фундамент успеха «Квебека», а с 1996 года — «Колорадо».
Меж тем, Форсберг оставался в Швеции, выступая за «МОДО» в течение трёх лет. В 1993 году команда проиграла в четвертьфинальной серии команде из Мальмё, а Форсберг выиграл «Золотую Шайбу», приз лучшему шведскому хоккеисту года, и «Золотой Шлем», приз наиболее ценному игроку Элитсерии по мнению хоккеистов. Он сохранил эти трофеи у себя и в следующем, 1994 году, в котором «МОДО» впервые с 1979 года дошла до финала плей-офф. Форсберг забил гол в овертайме второй игры, сделав счёт в серии 2-0 в пользу «МОДО». Клубу оставалось выиграть лишь одну игру для победы в чемпионате. К несчастью, Петер выбыл из-за простуды, и, возможно, это и стало главной причиной итогового поражения «МОДО» в серии (2-3). На тот момент Петер уже считался лучшим игроком, играющим не в НХЛ.
Летом 1994 года Форсберг принял решение попробовать свои силы в «Квебек Нордикс», с которым он имел четырёхлетний контракт с октября 1993 года на общую сумму $ 6,5 млн, включая подписной бонус в 4 миллиона. Однако локаут отложил его дебют до 1995 года, и Форсберг отыграл ещё 11 игр за «МОДО» в начале сезона для поддержания игровой формы.

### 1995—2003

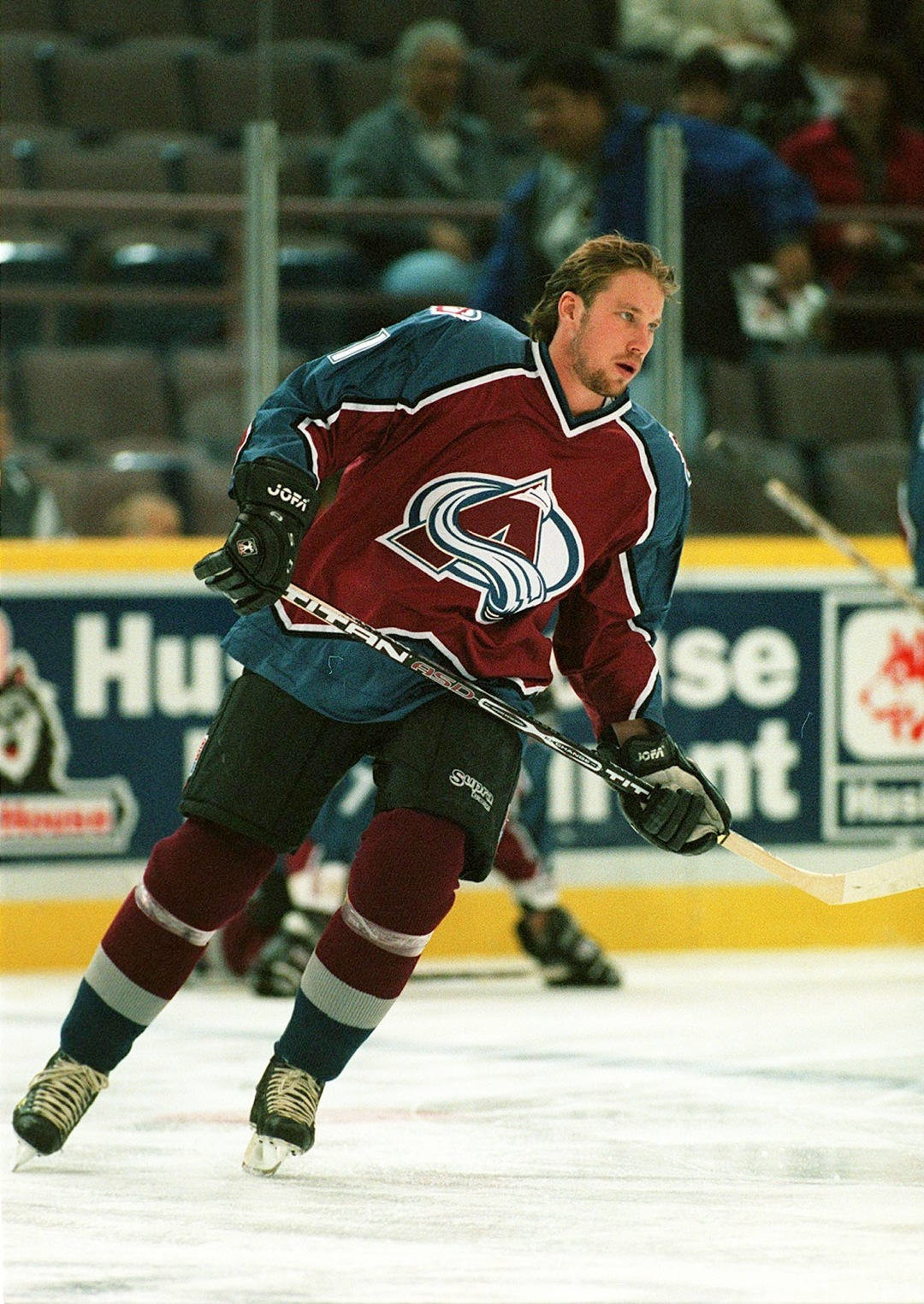
Форсберг в составе «Колорадо» в 1997 году

По окончании локаута, сезон в НХЛ начался 21 января 1995 года. В этот день Петер Форсберг сыграл свой первый матч в лиге против «Филадельфии Флайерс» и записал на свой счёт первую голевую передачу. Через шесть дней он провёл свой первый гол в ворота клуба «Баффало Сейбрз». В 47 играх он набрал 50 очков (15 голов и 35 передач), причём к четырнадцатой игре он с 26 очками по результативности в команде уступал лишь Джо Сакику. Петер пропустил лишь одну игру по причине простуды. «Нордикс» выиграли в Северо-Западном дивизионе и заняли второе место во всей лиге по итогам регулярного чемпионата, но вылетели в первом раунде плей-офф от «Нью-Йорк Рейнджерс». Форсберг получил «Колдер Трофи», как лучший новичок сезона в НХЛ.
1 июля 1995 года стало известно, что владелец клуба Марсель Або продал команду COMSAT Entertainment Group, которая перевозит команду в столицу штата Колорадо Денвер. 10 августа 1995 года ей было дано название «Колорадо Эвеланш».
Петер Форсберг стал одним из ключевых игроков команды наряду с Джо Сакиком (капитаном команды), защитником Адамом Футом и обладателем «Конн Смайт» и «Везина Трофи», вратарём Патриком Руа. В первый же сезон в Денвере «Лавины» выиграли Кубок Стэнли, завершив регулярный чемпионат на втором месте в лиге и победив в Тихоокеанском дивизионе. Форсберг набрал 116 очков (30 голов, 86 передач) и добавил 21 очко в плей-офф (10 голов, 11 передач). Петер стал вторым по результативности в команде и пятым в лиге по итогам всего сезона. По ходу второго матча финальной серии против «Флориды Пантерз» Форсберг оформил хет-трик в течение одного периода и стал лишь шестым игроком в истории НХЛ, кому удавалось подобное. Это был единственный сезон, в котором Форсберг не пропустил ни одного матча своей команды.
В сезоне 1996/97 Форсберг отыграл лишь 65 игр в регулярном чемпионате и 14 из 17 матчей «Колорадо» в плей-офф по причине травмы бедра. Но он записал на свой счёт 86 очков (28 голов, 58 передач) и тем самым помог «Колорадо» выиграть свой первый Президентс Трофи и в третий раз выиграть титул победителя дивизиона. 16 марта 1997 года Петер принял участие в своей единственной драке в НХЛ против крайнего нападающего «Детройт Ред Уингз» Мартина Лапойнта. Драка имела место за десять дней до знаменитого побоища между «Лавинами» и «Крыльями». В плей-офф «Колорадо» уступило «Детройту» в финале Западной конференции; Форсберг набрал 17 очков (5 голов, 12 передач).

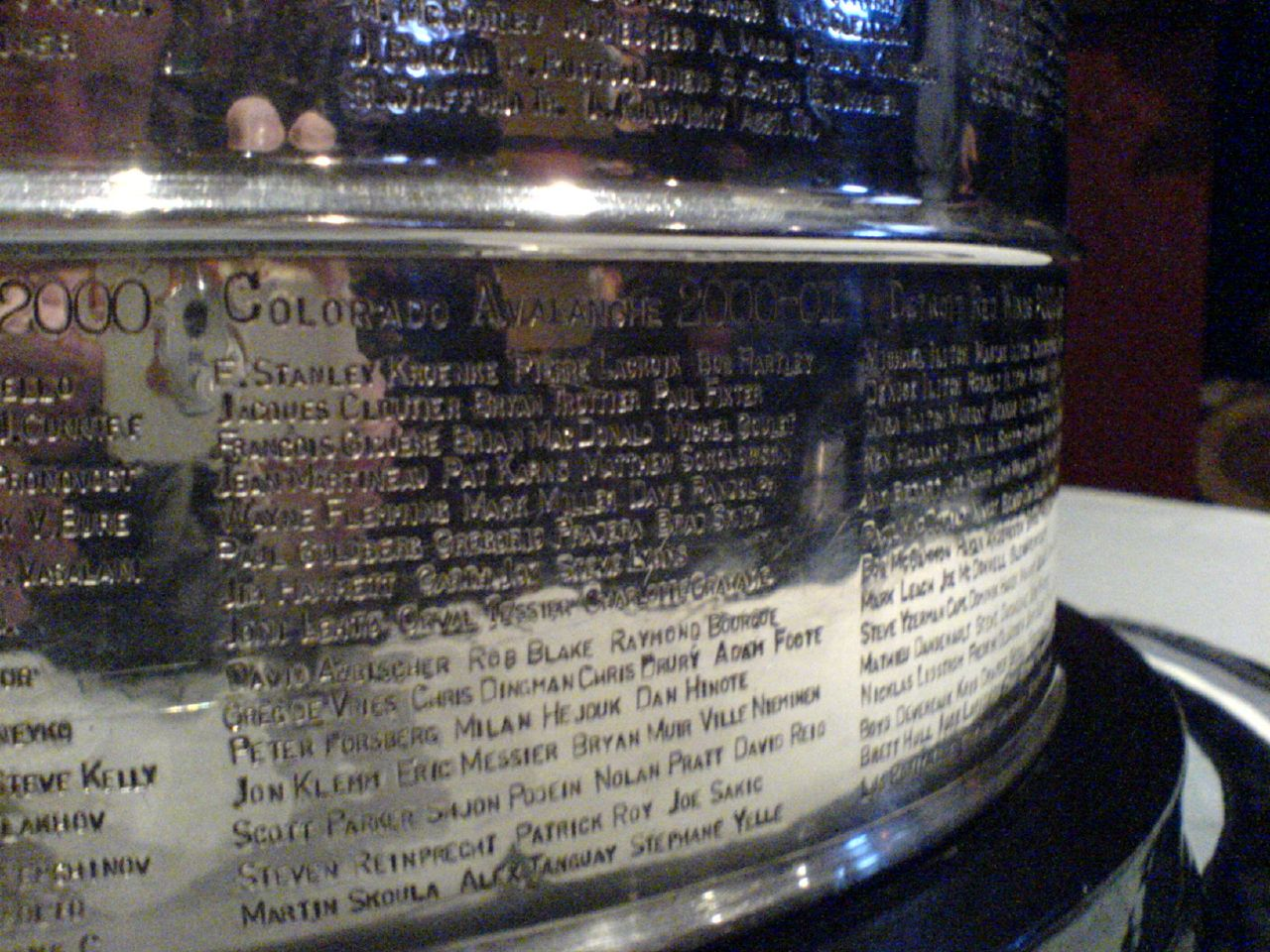
Имена хоккеистов «Колорадо» — обладателей Кубка Стэнли в 2001 году

В 2001 году Эвеланш вновь победили в финале Кубка Стэнли. Во втором раунде они выбили «Лос-Анджелес Кингз». Во время этой серии Форсберг получил ушиб селезёнки и не мог принимать участие в дальнейшем розыгрыше плей-офф. По совету врачей и по причине своего ухудшающегося состояния здоровья он решил пропустить следующий сезон для восстановления сил. Он вернулся для участия в плей-офф весной 2002 года и стал лучшим бомбардиром игр навылет с 27 очками, хотя его команда проиграла «Детройту» в финале конференции.
Сезон 2002/03 стал, пожалуй, лучшим в игровой карьере Форсберга. Отдохнув, он стал лучшим бомбардиром лиги с 106 очками, за которые он получил «Арт Росс Трофи», а также «Харт Трофи», как самый ценный игрок турнира.

### 2004—2011

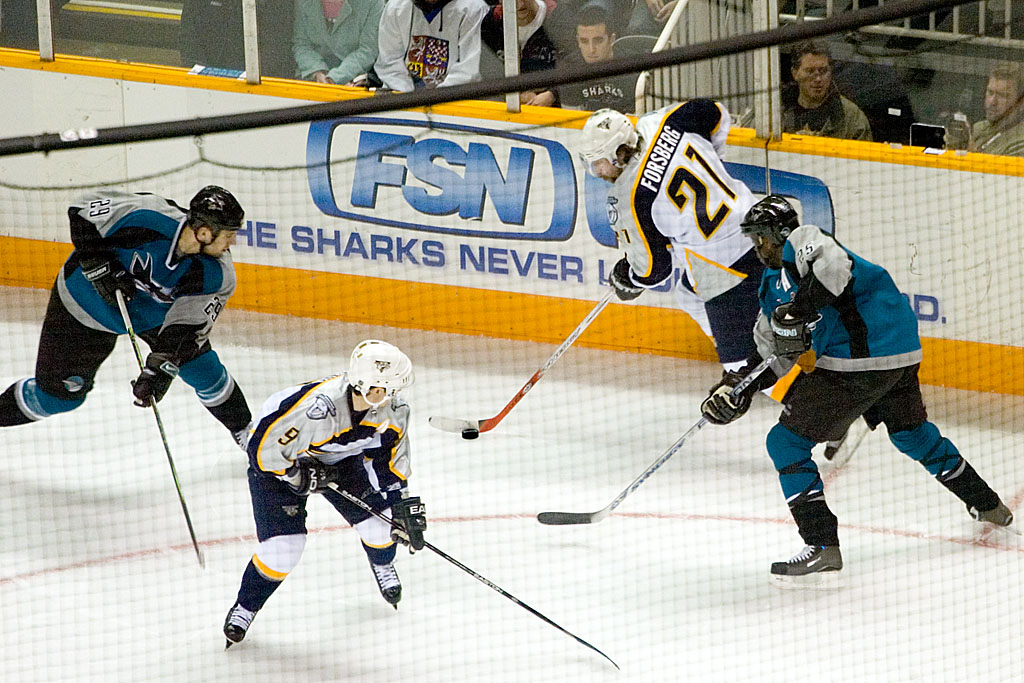
Форсберг (с шайбой) в матче против «Сан-Хосе»

Локаутный сезон 2004/05 Форсберг провёл в чемпионате Швеции в составе «МОДО» вместе с братьями Сединами и своим давним другом Маркусом Неслундом. Из 50 игр Форсберг провёл 33, набрал 39 очков (13+26). В плей-офф он провёл лишь один матч.
Перед новым сезоном Форсберг подписал двухлетний контракт с клубом «Филадельфия Флайерз» на сумму в $11,5 млн, отказавшись от четырёхлетнего договора с «Эвеланш» на сумму в $13,5 млн. В первом сезоне за «Филадельфию» провёл 60 игр, набрав 75 баллов (19+56). В первом раунде плей-офф «Лётчики» проиграли в шести матчах «Баффало», Форсберг набрал 8 (4+4) очков.
14 сентября 2006 года Форсберг был назначен новым капитаном «Флайерз» после завершения карьеры Кита Примо. Сезон получился сложным, команда часто проигрывала, а самого Петера преследовали травмы. К тому же это был последний год действия его контракта. 15 февраля 2007 года, за 12 дней до крайнего срока обменов, Форсберг был обменян в «Нэшвилл Предаторз» на Райана Парента, Скотти Апшолла и выбор в первом и третьем раундах драфта 2007. В концовке сезона он провёл 17 игр (15 очков, 2 гола, 13 передач) за «Нэшвилл». В первом раунде «Хищники» потерпели поражение от «Сан-Хосе», Форсберг набрал четыре очка в пяти матчах серии.
Большую часть сезона 2007/08 пропустил из-за травмы и оставался в статусе неограниченно свободного агента. 25 февраля 2008 года Форсберг подписал контракт до конца сезона с «Колорадо». Однако травмы продолжали его преследовать. В регулярном чемпионате он провёл лишь 9 игр, смог забить один гол (1 апреля в ворота «Ванкувера») и отдать 13 передач.
С 2008 по 2010 год Форсберг играл за «МОДО».
21 января 2011 года объявил, что начнёт тренироваться вместе с «Колорадо», чтобы вернуться в НХЛ. 6 февраля подписал контракт с «Лавинами» на $1 млн. Первый матч провёл 11 февраля в выездном матче против «Коламбуса». Всего провёл два матча, игровое время составило 17 минут 38 секунд, не набрал очков и заработал рейтинг полезности −4.

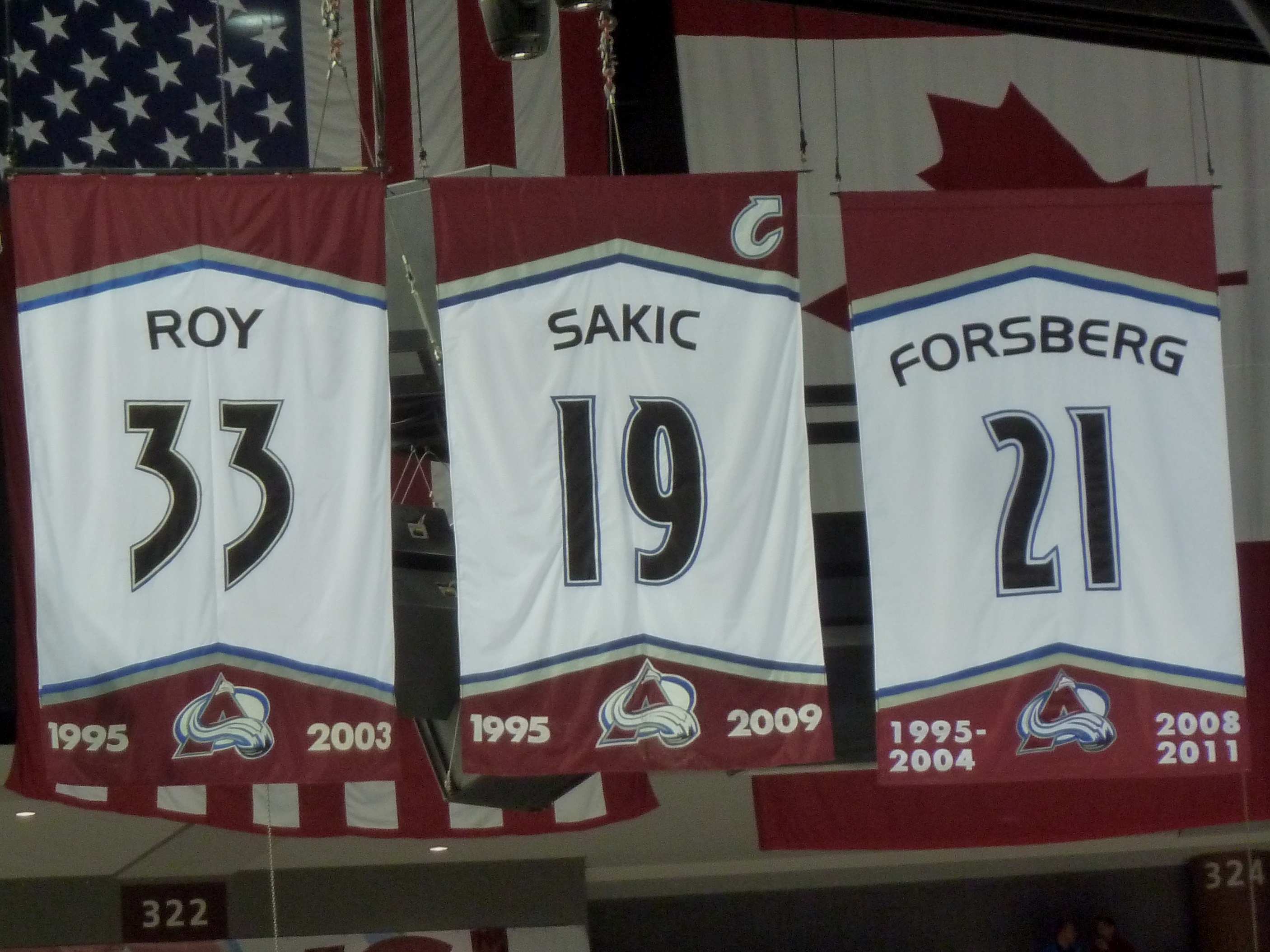
Выведенные из обращения номера команды Колорадо Эвеланш

14 февраля, перед первым домашним матчем, объявил об окончательном завершении карьеры. Главной причиной он назвал травму ноги, которая долго его беспокоит и не позволяет ему играть на высоком уровне.

Человечество летает на Луну, но не может вылечить мою ногу. Но что поделаешь? Я доволен своей карьерой, буду жить дальше… Я рад, что получил возможность последний раз попробовать поиграть за «Колорадо». Теперь пришло время положить этому конец. Я на 100 процентов уверен, что не буду больше играть. Своё время в хоккее буду вспоминать с положительными эмоциями.

8 октября 2011 года, на специальной церемонии перед первым домашним матчем «Эвеланш» в сезоне 2011/12, команда вывела из обращения игровой номер «21», под которым выступал Форсберг.
20 апреля 2011 года Форсберг был назначен ассистентом генерального менеджера своего родного клуба МОДО.

## Награды и достижения
- Серебряный призёр чемпионата мира среди молодёжи (1992, 1993)
- Чемпион Олимпийских игр (1994, 2006)
- Чемпион мира (1992, 1998)
- Серебряный призёр чемпионата мира (1993, 2003, 2004)
- Лучший нападающий чемпионата мира (1998)
- Обладатель Кубка Стэнли (1996, 2001)
- «Арт Росс Трофи» (2003)
- «Харт Трофи» (2003)
- «Колдер Трофи» (1995)
- «НХЛ плюс/минус Эворд» (2003)
- Включался в первую символическую сборную звёзд НХЛ (1998, 1999, 2003)
- «Викинг Эворд» — лучший шведский игрок в НХЛ (1996, 1998, 1999)
- Участник матчей всех звёзд НХЛ (1996, 1998, 1999, 2001, 2003)
- Лучший хоккеист чемпионата Швеции («Золотая шайба») и самый ценный игрок шведской Элитной серии («Золотой шлем») (1993, 1994)
- Серебряный призёр чемпионата Швеции (1994)
- Член Зала хоккейной славы (с 2014 г.)
- Член Зала славы ИИХФ (с 2013 г.)
- Включен в Список 100 величайших игроков НХЛ по версии лиги (2017)
- Королевская медаль Его Величества за заслуги перед шведским спортом (2022)[21]

### Международные соревнования

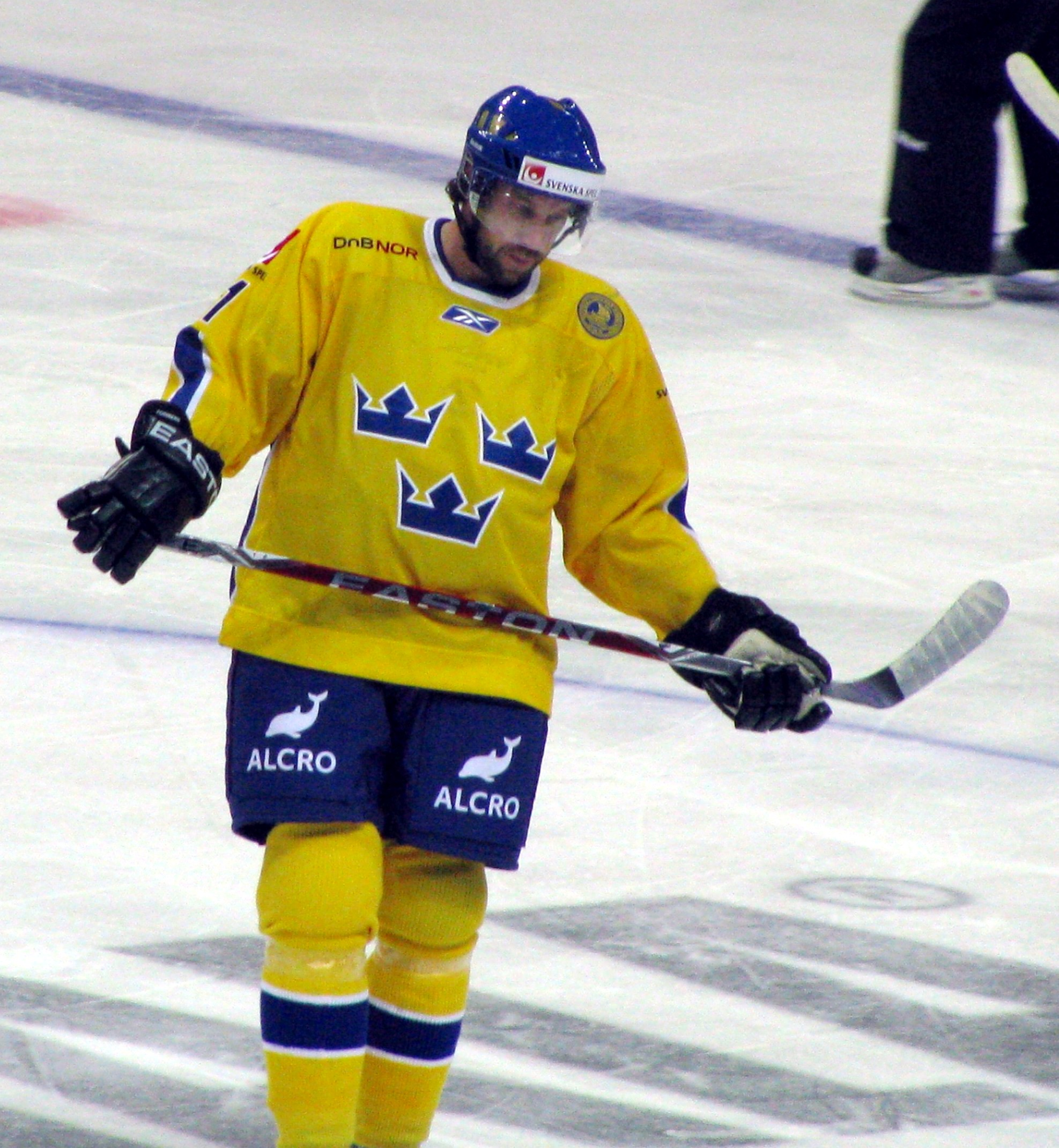
Форсберг в составе сборной Швеции

## Статистика
| Легенда | Легенда                    | Легенда | Легенда                   | Легенда | Легенда    |
| ------- | -------------------------- | ------- | ------------------------- | ------- | ---------- |
| И       | Количество проведённых игр | Штр     | Штрафное время            | +/−     | Плюс-минус |
| Г       | Голы                       | П       | Голевые передачи          | О       | Очки       |
| -       | Статистика неизвестна      | —       | Статистика не учитывалась |         |            |